# Giovanni Ghisolfi
Pour les articles homonymes, voir Ghisolfi.

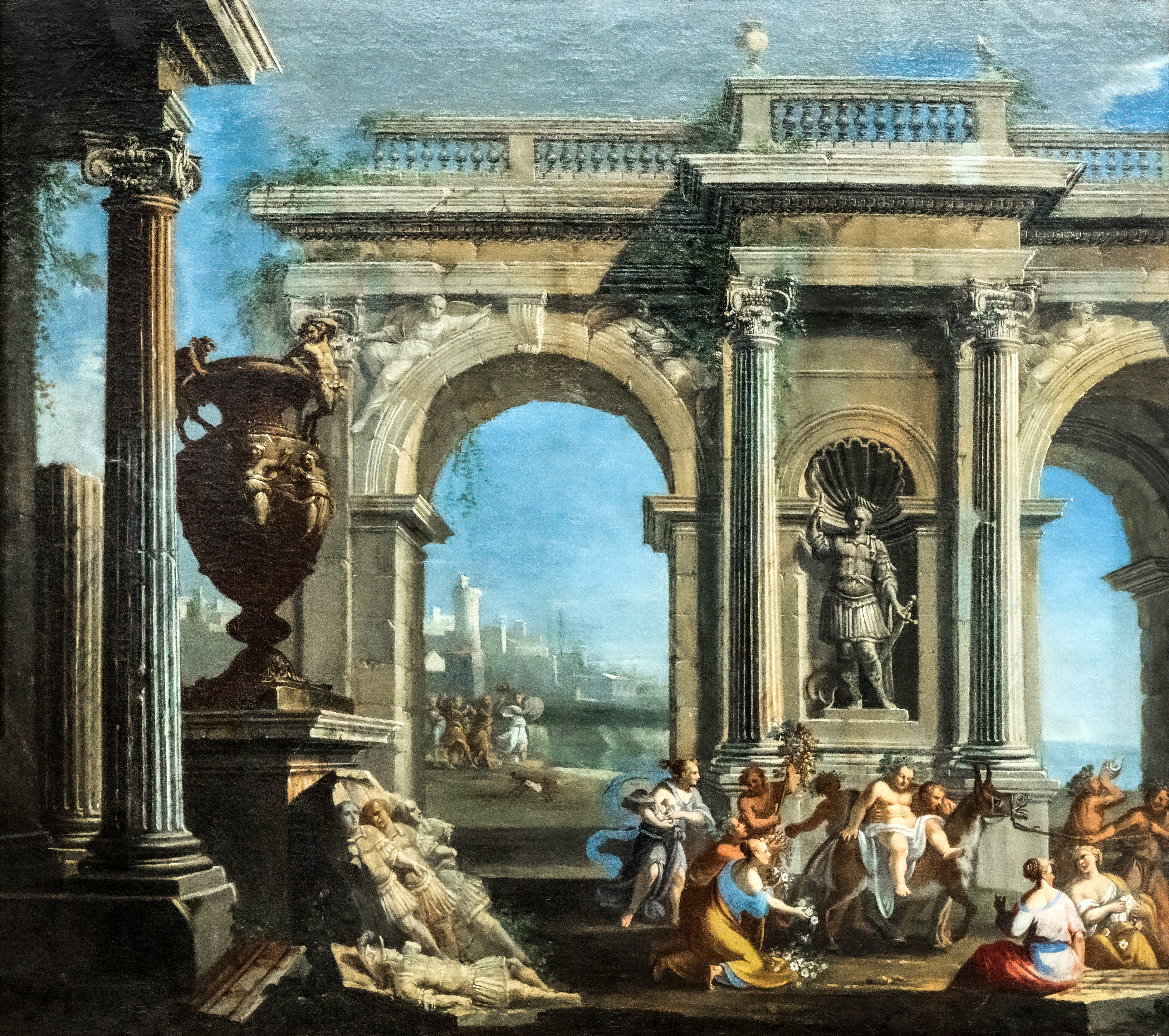
Le Triomphe de Silène,
Musée des beaux-arts de Narbonne.

Giovanni Ghisolfi, né en 1623 et mort le 7 juin 1683, est un peintre italien baroque, spécialisé dans les paysages architecturaux avec ruines.

## Biographie
Né à Milan, il s'est d'abord formé avec son oncle, Antonio Volpino.
En 1650 à vingt-sept ans, il est parti à Rome avec son ami artiste Antonio Busca, auprès de Salvator Rosa, où il a l'occasion de connaître la peinture de Pierre de Cortone. Il y a peint des paysages avec des ruines de la Rome antique, veduta et capricci. Ces toiles déjà très connues et demandées par les collectionneurs contemporains, furent redécouvertes avec la montée du néoclassicisme au milieu du XVIIIe siècle.
À son retour en Lombardie en 1661, il a réalisé des fresques dans une chapelle de la Chartreuse de Pavie, représentant des Scènes de la vie de saint Benoît.
Puis en 1664, il fut appelé à Vicence pour exécuter une série de fresques de paysages décoratifs dans les palais Trissino (it)  et Giustiniani Baggio. Il a peint aussi dans le Palais Borromeo Arese (it)  à  Cesano, et dans la Villa Reati à Lissone.
Sa dernière activité se déroule à Milan et à Varèse. A Milan, il réalise une des rares représentations de la Libération de saint Pierre dans la peinture d'église. Elle y est conservée à Santa Maria della Vittoria (it), 
A Varèse, à la demande du cardinal Luigi Omodei et de son frère banquier Emilio Omodei, il a décoré la quatrième chapelle du mont sacré du Rosaire, un des lieux des Sacri Monti, et les voûtes de la basilique de San Vittore. Il a aussi réalisé quelques fresques, aujourd'hui perdues, dans la Villa Litta Modignani (it) de Vedano al Lambro.
À la demande de la famille Beroldingen, il a créé le retable de l'autel de l'église des Saints Biagio et Macario à Magliaso. Il y a représenté le Miracle de saint Blaise.
Son neveu, Bernardo Racchetti de Milan (1639-1702) a étudié avec lui.

## Œuvres
- Le Triomphe de Silène - Musée des Beaux-Arts de Narbonne [4]
- Paysage avec ruines et scène de sacrifice, huile sur toile, 81 × 115 cm, musée des Offices, en dépôt à la Direction archéologique de Toscane. Appartenait au prince Ferdinand de Médicis au début du XVIIIe siècle[5].
- Prières et offrandes aux dieux dans un palais en ruines, huile sur toile, 73x106 cm, Musée Jeanne d'Aboville de La Fère